# Liam Killeen
Liam Killeen (ur. 12 kwietnia 1982 w Hammersmith) – brytyjski kolarz górski i przełajowy, mistrz Europy w kategorii juniorów i wicemistrz świata młodzieżowców w kolarstwie górskim.

## Kariera
Pierwszy sukces w kolarstwie górskim Liam Killeen osiągnął w 2000 roku, kiedy podczas mistrzostw Europy MTB w Rhenen zdobył złoty medal w cross-country juniorów. W zawodach tych wyprzedził bezpośrednio Szwajcara Floriana Vogela oraz Czecha Pavla Boudnego. Kolejny sukces osiągnął na rozgrywanych cztery lata później mistrzostwach świata w Les Gets, gdzie zdobył srebro, ulegając tylko Niemcowi Manuelowi Fumicowi. Wśród seniorów jego najlepszym wynikiem jest czwarte miejsce wywalczone podczas mistrzostw świata w Val di Sole w 2008 roku. W 2004 roku brał udział w igrzyskach olimpijskich w Atenach, gdzie rywalizację w cross-country zakończył na piątej pozycji. Na rozgrywanych w 2008 igrzyskach w Pekinie był siódmy, a podczas igrzysk w Londynie w 2012 roku nie ukończył zawodów. W Pucharze Świata w kolarstwie górskim najlepsze wyniki osiągnął w sezonie 2006, który ukończył na szóstej pozycji. Startuje także w zawodach przełajowych, jest między innymi wielokrotnym medalistą mistrzostw kraju w różnych kategoriach wiekowych.